# Finkenstein am Faaker See
Finkenstein am Faaker See est une commune autrichienne du district de Villach-Land en Carinthie.